# Cicones carpini
Cicones carpini là một loài bọ cánh cứng trong họ Zopheridae. Loài này được Curtis miêu tả khoa học năm 1827.